# Diopa corone
Diopa corone là một loài bướm đêm trong họ Noctuidae.